# Близнюківська селищна територіальна громада
Близнюківська селищна громада — територіальна громада в Україні, в Лозівському районі Харківської області. Адміністративний центр — селище Близнюки.
Площа громади — 1377,7 км2, населення громади — 17 799 осіб (2020)
Утворена 12 червня 2020 року шляхом об'єднання Близнюківської селищної ради та Алісівської, Башилівської, Берестівської, Бурбулатівської, Верхньосамарської, Вишневої, Добровільської, Квітневої, Криштопівської, Лукашівської, Надеждинської, Новонадеждинської, Новоукраїнської, Олексіївської, Острівщинської, Самійлівської, Семенівської, Софіївської і Уплатнівської сільських рад Близнюківського району Харківської області. Перші вибори селищної ради та селищного голови Близнюківської селищної громади відбулися 25 жовтня 2020 року.

## Населені пункти
До складу громади входять 1 селище (Близнюки) та 96 сіл (Алісівка, Андріївка, Батюшки, Башилівка, Безпальцеве, Берестове (Берестівський старостинський округ), Берестове (Добровільський старостинський округ), Богданівка, Бубнове Перше, Бурбулатове, Валер'янівка, Варварівка, Васюкове, Верхньоводяне, Верхня Самара, Верхове, Веселе, Вишневе, Вільне Друге, Вільне Перше, Водолазьке, Водяне (КАТОТТГ UA63100030230098787), Водяне (КАТОТТГ UA63100030240096502), Ганнівка, Ганно-Рудаєве, Григорівка, Далеке, Дмитрівка (Криштопівський старостинський округ), Дмитрівка (Лукашівський старостинський округ), Добровілля, Дубове, Дунине, Енергетиків, Зубове, Катеринівка, Квітневе, Кленове, Криштопівка, Ладне, Лугове, Лукашівка, Мар'ївка, Микільське, Миколаївка Друга, Миколаївка Перша, Милівка, Мирне, Миролюбівка, Морочине, Надіїне, Настасівка, Нововолодимирське, Новоіванівка, Новомар'ївка, Новомиколаївка, Новоолександрівка, Новопавлівка, Новопокровка, Новоселівка (Берестівський старостинський округ), Новоселівка (Софіївський старостинський округ), Новотроїцьке, Новоукраїнка, Новоуплатне, Одинецьке, Олександрівка, Олексіївка, Остерське, Острівщина, Павлівка, Плахтіївка, Преображенівка, Привілля, Рижове, Роздолівка, Рудаєве, Рясне, Садове, Самійлівка (Криштопівський старостинський округ), Самійлівка (Самійлівський старостинський округ), Семенівка, Серафимівка, Сергієва Балка, Слобожанське, Софіївка, Софіївка Перша, Степове, Тимофіївка, Уплатне, Федорівка, Холодне, Червоне, Шевченкове Друге, Шевченкове Перше, Широке, Якимівка, Яковівка).